# Casteren

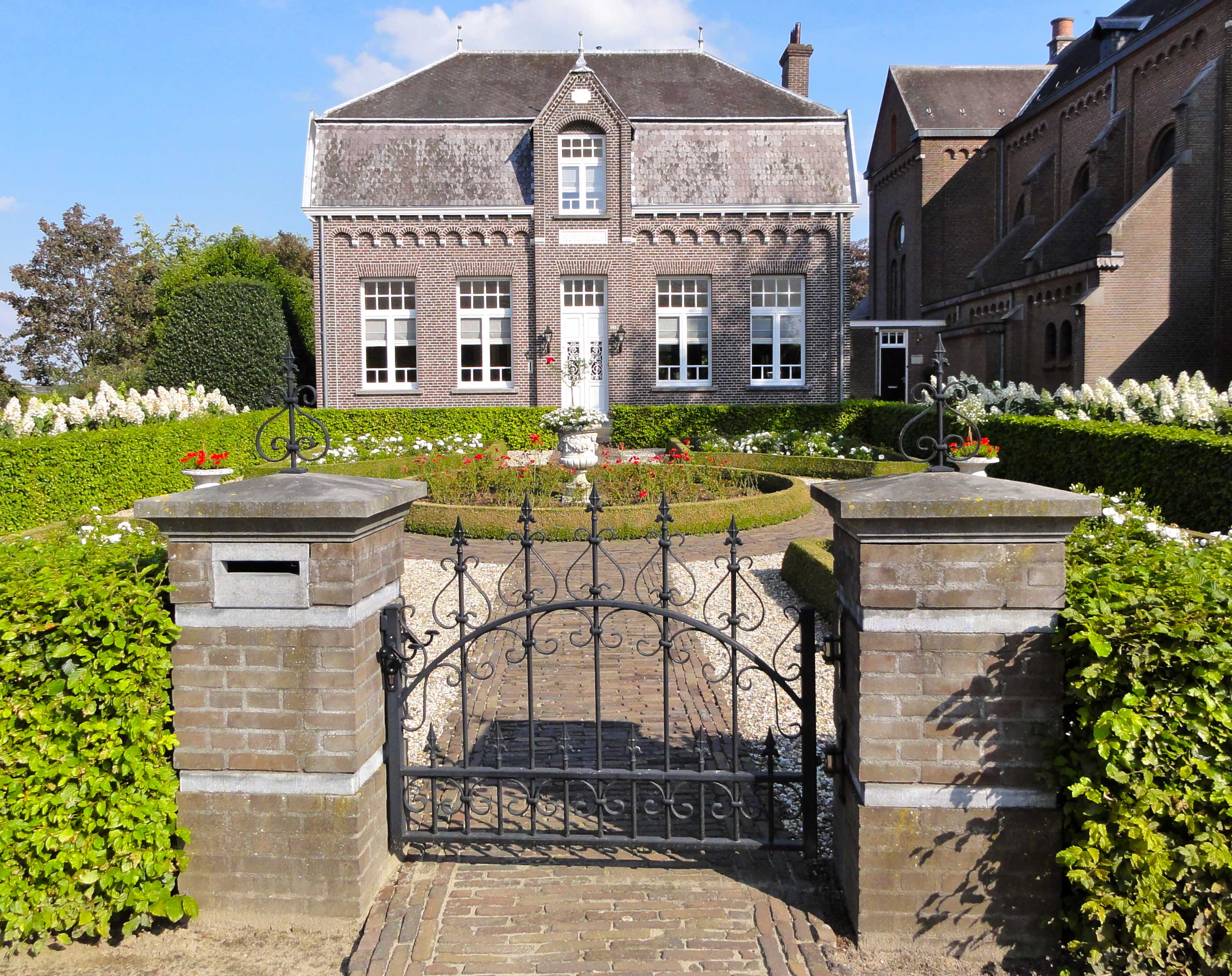
Pastorie van de Sint-Willibrordkerk

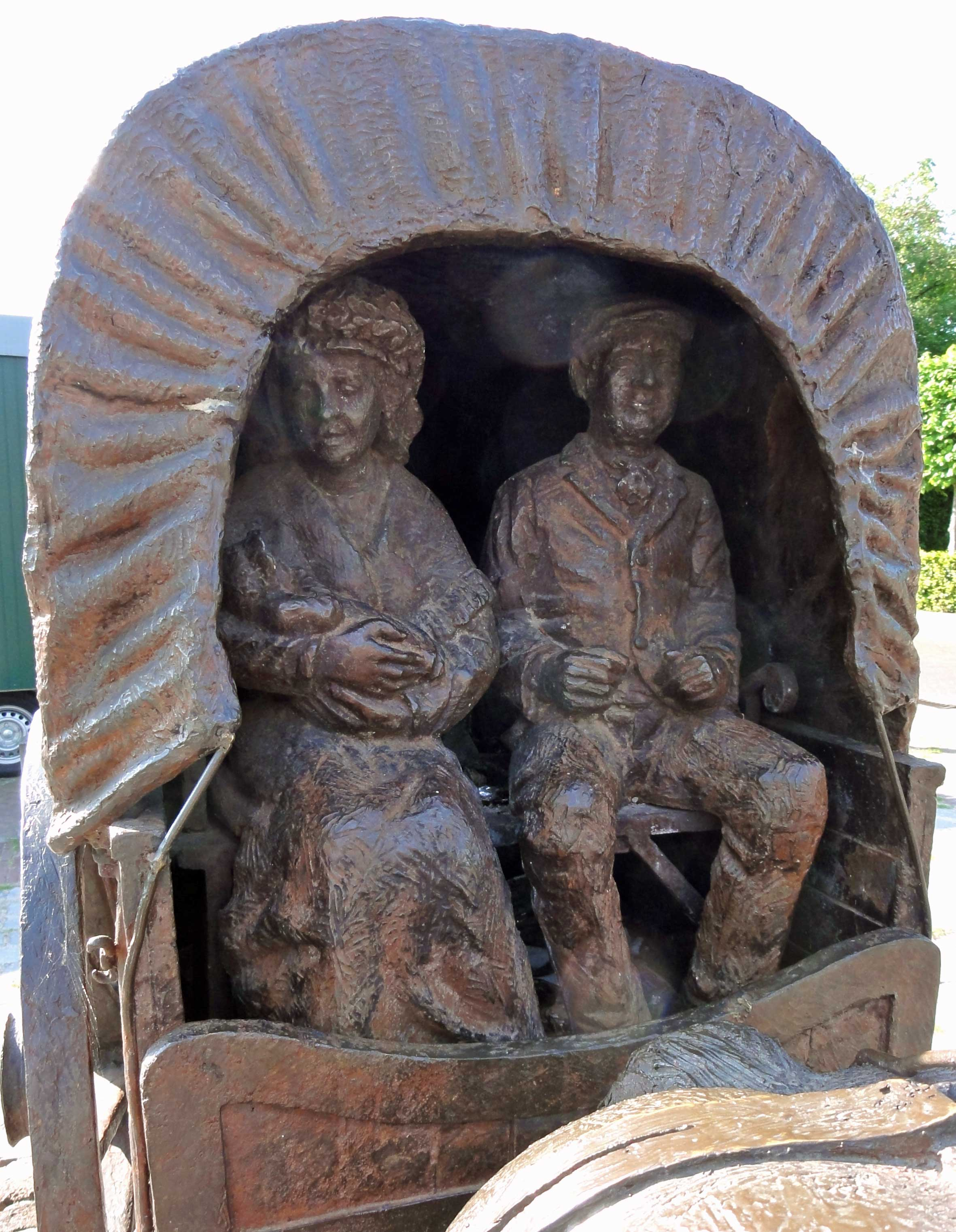
Caastere kermis

Casteren is een dorp  dat deel uitmaakt van de gemeente Bladel, in de Nederlandse provincie Noord-Brabant. Het dorp is gelegen in de regio Kempen en maakt onderdeel uit van de streek Acht Zaligheden.
Het dorp is gelegen op ongeveer 25 km ten zuiden van Tilburg, ongeveer 20 km ten zuidwesten van Eindhoven en ongeveer 25 kilometer ten oosten van Turnhout (in België). Casteren telt ongeveer 1000 inwoners en is daarmee het op een na kleinste dorp van de gemeente Bladel.

## Etymologie
In oude documenten wordt Casteren als Castelre (vgl. Castelré) en Kerk-Casteren genoemd. Omdat hier Romeinse oudheden zijn gevonden wordt aangenomen dat Casteren is afgeleid van "Castra", wat Latijn is voor legerplaats. Er zit echter ook een legende aan de naam vast. Toen Julius Caesar door de Kempen trok, sloegen zijn troepen te Heopurdum, zoals Hapert vroeger heette, aan het muiten. Daar haperde dus de Romeinse opmars. Uiteindelijk koos Julius Caesar er voor om in de buurt zijn leger neer te zetten. Hij maakte een "castra", een legerplaats.

## Geschiedenis
Bestuurskundig behoorde Casteren in de middeleeuwen, samen met Hoogeloon en Hapert, tot een vrije heerlijkheid. Na de Franse tijd ging Casteren tot de gemeente Hoogeloon, Hapert en Casteren behoren, om in 1997 bij de gemeente Bladel te worden gevoegd.
Casteren werd pas in 1852 een zelfstandige parochie. Voordien was de kerk ondergeschikt aan de parochie van Netersel. Er is overigens wel sprake geweest van een schuurkerk, terwijl de bewoners van Casteren in de eerste helft van de 19e eeuw een eigen kerk bouwden die echter werd afgebroken toen in 1907 de nieuwe kerk gereedkwam. Op de plaats van de oude kerk bevindt zich tegenwoordig het gemeenschapshuis.

## Bezienswaardigheden
Casteren is een zeer landelijk dorp met een driehoekig dorpsplein tegenover de kerk, waarop een paar banken staan en een kunstwerk. Van hieruit waaieren een paar straten uit waarlangs een aantal fraaie boerderijen en woonhuizen te vinden zijn.
- Sint-Willibrordkerk uit 1907, in neoromaanse stijl, ontworpen door Caspar Franssen. In 1935 werden twee zijbeuken aan de kerk gebouwd en werd de kerk een basiliek. De heilige Elisabeth, sinds de 19e eeuw vereerd, is in de kerk vertegenwoordigd met een beeld uit 1811. Kenmerkend voor deze bakstenen kerk is het veelvuldig gebruik van boogfriezen. We zien dit bouwkundig element ook terugkeren in de naast de kerk gelegen pastorie, een fraai gebouw met een enorm, door leien bedekt, dak.
- De Mariakapel is een bakstenen gebouw uit 2005 naar ontwerp van de architect Marc Barben, gewijd aan Maria Koningin van de Vrede. Het gebouwtje is met pannen gedekt en het heeft een torentje met klok. Verder heeft de kapel er een viertal gebrandschilderde ramen en een zandstenen mariabeeld.
- De Caastere Kermis is een opvallend bronzen beeld op het plein tegenover de kerk. Het is gemaakt door Toon Grassens en geplaatst in 1990. Het stelt een gezin voor, bestaande uit vader, moeder en baby, die per huifkar naar de kermis gingen. Deze kermis werd gevierd ter herinnering aan de wijding van de kerk, in 1512. Xe werd op de eerste zondag na 7 november gehouden, wat betekende dat het weer vak slecht was. Later is de kermis naar eind september verzet. Tegenwoordig wordt het beeld ook beschouwd als een symbool van de Boerenovertrek.
- Eigen haard is goud waard is een bronzen kunstwerk van Pierre van Leest, dat voor de bejaardenwoningen staat. Het stelt een vrouw voor die even uitrust, en een kat.
- Boerderijtje uit 1868, Hoogeind 5
- Langgevelboerderij uit 1798, Driehuis 7
- Woonhuis, Dorpsstraat 3
- Herenhuis met fraai bovenlicht, Dorpsstraat 5
- Woonhuis uit 1864, Dorpsstraat 18

## Natuur en landschap
Ten westen van Casteren stroomt de Groote Beerze, die ten noorden van het dorp stroomt door het natuurgebied Dal van de Groote Beerze, met een afwisseling van broekbossen en hoger gelegen bossen en heideveldjes. Ten zuidwesten van het dorp komt het Wagenbroeks loopje in de Groote Beerze uit.
Verder wordt Casteren vooral omringd door landbouwgebied, met hier en daar perceeltjes naaldbos.
Casteren is aangesloten op het Wandelroutenetwerk en het fietsroutenetwerk

## Economie
Casteren was en is vooral agrarisch. De industrie is er van geringe betekenis.

## Trivia
Casteren heeft een lokaal blaadje dat als naam "Caskra" heet. Dit is een samentrekking van Casters Krantje.

## Bekende inwoners
- Willem van de Moosdijk (1926 - 2017), de kruidendokter Jan van de wijdeven (1934- 1980)

## Nabijgelegen kernen
Hoogeloon, Netersel, Bladel, Hapert, Westelbeers